# Subotište
Subotište (cyr. Суботиште) – wieś w Serbii, w Wojwodinie, w okręgu sremskim, w gminie Pećinci. W 2011 roku liczyła 844 mieszkańców.